# Funcusvermis gilmorei
Funcusvermis gilmorei — викопний стовбуровий вид безногих земноводних, що існував у пізньому тріасі (223—218 млн років тому). Описаний у 2023 році.

## Скам'янілості
Викопні рештки амфібії виявлено у Національному парку Петріфайд-Форест в Аризоні (США). Відкладення у типовому місцезнаходженні належить до пізньотріасової формації Чінле. Було виявлено фрагменти нижньої та верхньої щелеп, а також інші черепні і посткраніальні фрагменти.

## Назва
Родова назва Funcusvermis походить від слів Funcus — латинізована форма англійського слова funky (фанк — це весела, ритмічна форма танцювальної музики), і vermis — з латинської «хробак». Рід названо на честь «Funky Worm» — пісні 1972 року з альбому «Pleasure» групи «Ohio Players». Вид названо на честь Неда Гілмора, менеджера колекцій Академії природничих наук Університету Дрекселя у Філадельфії (штат Пенсильванія, США).

## Філогенія
Funcusvermis є найдавнішим відомим амфіонаном і має найбільший відомий зразок скам'янілостей, віднесених до групи. Раніше обидва рекорди належали Eocaecilia micropodia, амфібії з ранньоюрської формації Каєнта в Аризоні.
Відкриття Funcusvermis забезпечує тісний зв'язок між черв'ягами та іншими лізамфібіями (жабами та саламандрами), а також вимерлими дизорофоїдними темноспондилами, такими як Gerobatrachus. Це підтверджує консенсусну гіпотезу щодо еволюції лізамфібій, де Lissamphibia є монофілетичною групою з єдиним спільним предком серед дизорофоїдів. Отже, анатомія Funcusvermis допомагає порівнювати та протиставляти альтернативні гіпотези походження лізамфібій.